# Camille Ferri-Pisani
Marcel Victor Paul Camille Ferri-Pisani (Le Coudray-Montceaux, 25 giugno 1819 – Saccourvielle, 29 marzo 1893) è stato un generale francese.

## Biografia
Camille Ferri-Pisani nacque il 25 giugno 1819 a Le Coudray-Montceaux, figlio di Paul Félix Ferri-Pisani, politico di origine corsa al servizio di Napoleone Bonaparte, e di sua moglie Camille (1794-1842), figlia del maresciallo dell'impero Jean-Baptiste Jourdan.
Diplomato all' École polytechnique, divenne ufficiale d'artiglieria e venne inviato in Algeria facendo ritorno in Europa solo in occasione del colpo di stato del 2 dicembre 1851.
Aiutante di campo del principe Napoleone Giuseppe Carlo Paolo Bonaparte, prese parte alla guerra di Crimea (1853-1856) e poi accompagnò il principe nella campagna militare in Italia dove prese parte alla battaglia di Magenta. Successivamente seguì sempre il principe Bonaparte in America del Nord all'inizio della guerra di secessione americana in missione non ufficiale dal momento che la Francia desiderava rimanere neutrale nel conflitto.
Sempre al seguito del principe, della principessa principessa Clotilde e di un numeroso seguito, giunse a New York il 27 luglio 1861 per poi portarsi dapprima a Filadelfia e dopo a Washington dove vennero ricevuti da Abraham Lincoln. William H. Seward gli fece da guida nella capitale e lo fece incontrare con personaggi di rilievo come George McClellan e Winfield Scott. La delegazione visitò inoltre gli accampamenti militari del Potomac e di Mount Vernon.
Mentre la principessa rimase a New York, Ferri-Pisani accompagnò il principe ad ovest. Passò Harrisburg, Altona e Pittsburgh attraversando i monti Allegheny. Da Cleveland, giunse a Detroit e poi a Marquette dove fece visita alle miniere di ferro di Bayfield, nel Wisconsin (24 agosto). Dal Sainte-Marie, la delegazione raggiunse Chicago ed in treno si portò a Saint-Louis (5 settembre).
La principessa Clotilde visitò le cascate del Niagara ma Ferri-Pisani, malato, lasciò il gruppo e tornò a New York. Si riunì al gruppo il 20 settembre sulle rive del fiume Hudson. Il 22 settembre, a Boston, dove incontrò Louis Agassiz por poi ripartire alla volta della Francia il 25 settembre.
Al suo ritorno in Francia, Ferri-Pisani venne promosso colonnello e venne nominato commendatore della Legion d'onore nell'agosto del 1868.
Generale nel 1870, venne annesso allo stato maggiore dell'armée de Paris e terminò la sua carriera pensionandosi nel 1884.
Nel 1881 sposò Jeanne de Bertholdi (1856-1932) e fu padre dello scrittore e reporter Camille Ferri-Pisani (1885-1954). Un suo ritratto fotografico scattato negli Stati Uniti nel 1861 è oggi conservato presso il Getty Museum.